# Arthur Drey
Arthur Drey (geboren 9. September 1890 in Würzburg; gestorben 1. Juli 1965 in New York City) wurde 1913 in Marburg zum Dr. jur. promoviert und war ein deutscher Lyriker, Dramatiker und Essayist.

## Werdegang
Während seines Studiums in Berlin lernte Drey Kurt Hiller und dessen Neuen Club kennen, über den er mit Georg Heym, Jakob van Hoddis und Ernst Blass in Kontakt kam und weitere Künstler wie Else Lasker-Schüler kennenlernte, die wie beispielsweise Tilla Durieux an den Veranstaltungsabenden des Clubs, dem Neopathetischen Cabaret, mitwirkten.
Durch Hillers Protektion gelang es ihm ab 1911 einige seiner expressionistischen Gedichte in den Zeitschriften Die Aktion und Der Sturm und in der 1912 erschienenen Anthologie Der Kondor zu veröffentlichen. Ein pazifistisches Essay erschien 1916 in Hillers Jahrbuch Das Ziel. Aufruf zu tätigem Geist. Von seinen beiden eigenständigen Publikationen gelangte das Drama, von Drey als Volkspiel bezeichnet, Die Mordweih von 1919, ob seines gegen den Krieg gerichteten Inhalts, zu einiger Berühmtheit. Seine Gedichtsammlung Der unendliche Mensch aus demselben Jahr wurde von Oskar Loerke als eine Entwertung des expressionistischen Pathos bezeichnet.
Drey arbeitete er als kaufmännischer Angestellter in Frankfurt am Main und musste 1936 emigrieren. Über Italien gelangte er 1938 in die USA.

## Werke
- Die Mordweih. Berlin 1919.
- Der unendliche Mensch. Leipzig 1919.